# Пам'ятник Сімону Болівару (Ліма)
Пам'ятник Сімону Болівару в Лімі (ісп. Monumento a Simón Bolívar (Lima)) — кінна бронзова скульптура, присвячена одному з керівників боротьби за незалежність іспанських колоній в Південній Америці —  Сімону Болівару. Монумент виготовлений у Римі (скульптор бронзової статуї — Адамо  Тадоліні, автор п'єдесталу — Філіпо Гуакаріні) та урочисто встановлений на площі Болівара в Лімі 8 грудня 1859 року (у річницю битви при Аякучо).

## З історії появи пам'ятника

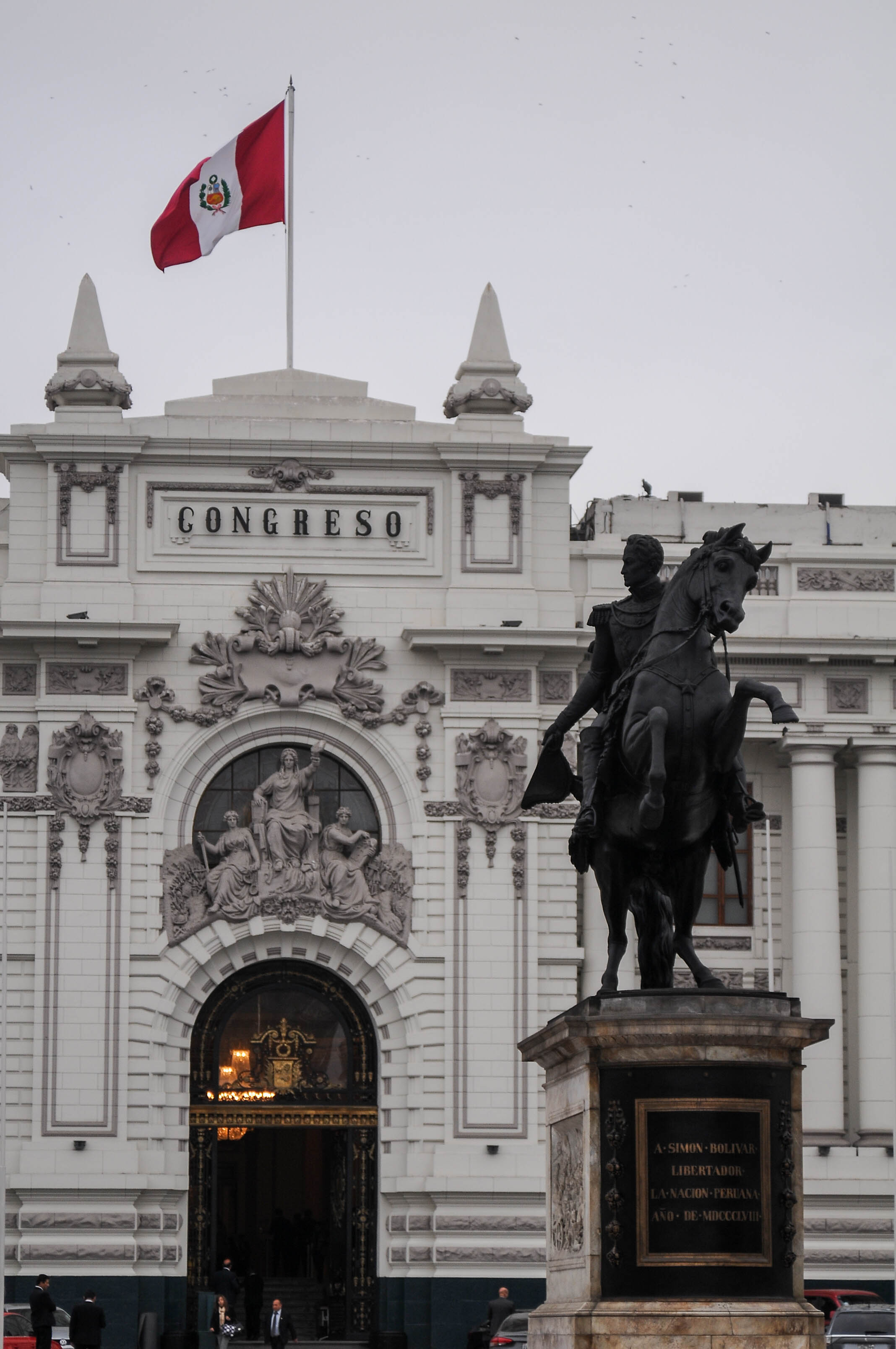
Пам'ятник Сімону Болівару, ракурс

Перший Установчий конгрес  Перу 12 лютого 1825 року прийняв закон про розміщення на тодішній площі Конституції (Plaza de la Constitución) пам’ятника з кінною статуєю Сімона Болівара, щоб увічнити пам’ять про героїчні вчинки, якими він дав мир і свободу Перу (ст. 5 Закону). 8 грудня 1825 року під час урочистої церемонії був закладений перший камінь проєктованого пам’ятника Болівару.
Однак, справа із спорудженням пам’ятника розтяглася на багато років.

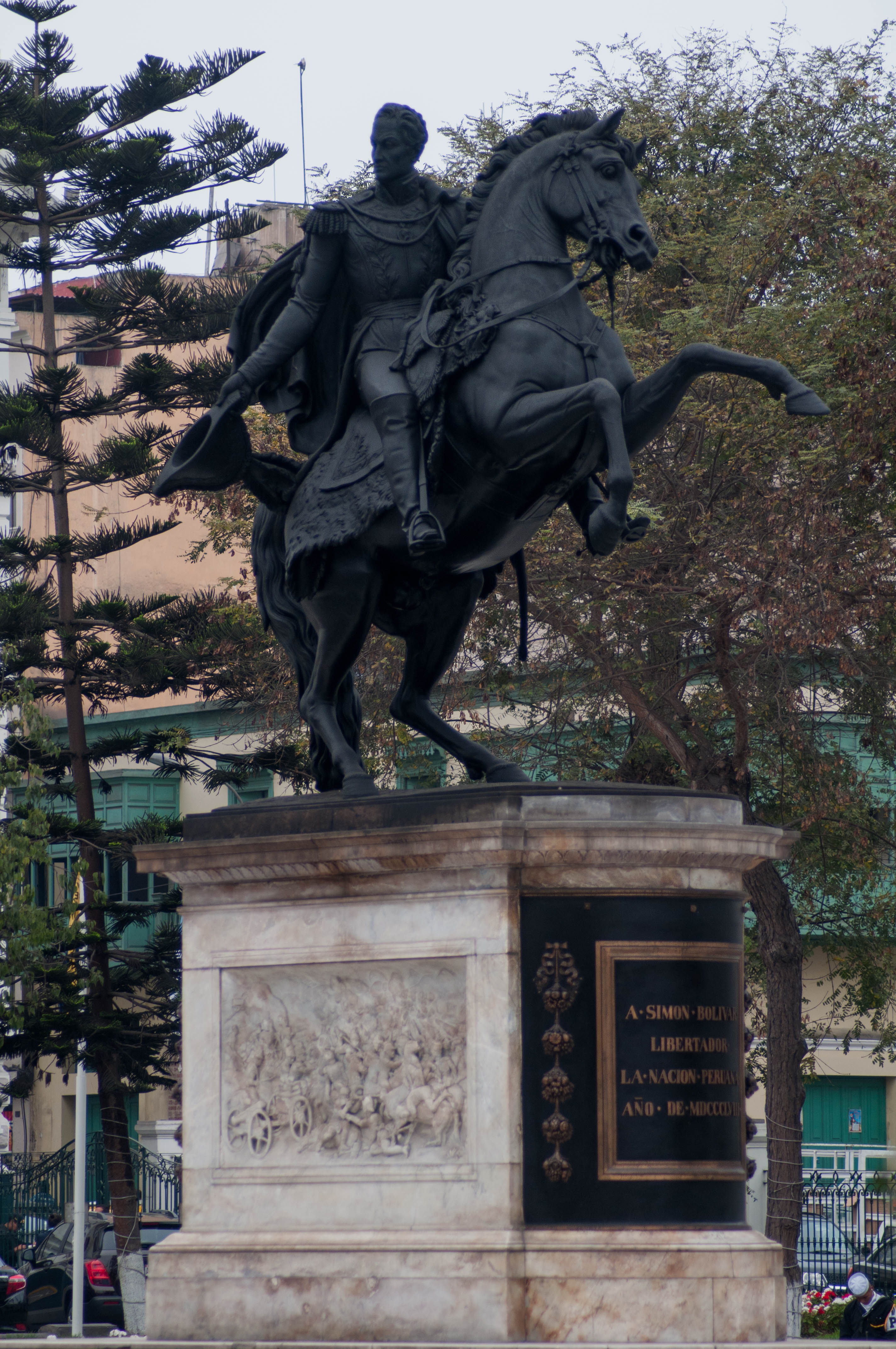
Пам'ятник Сімону Болівару, ракурс

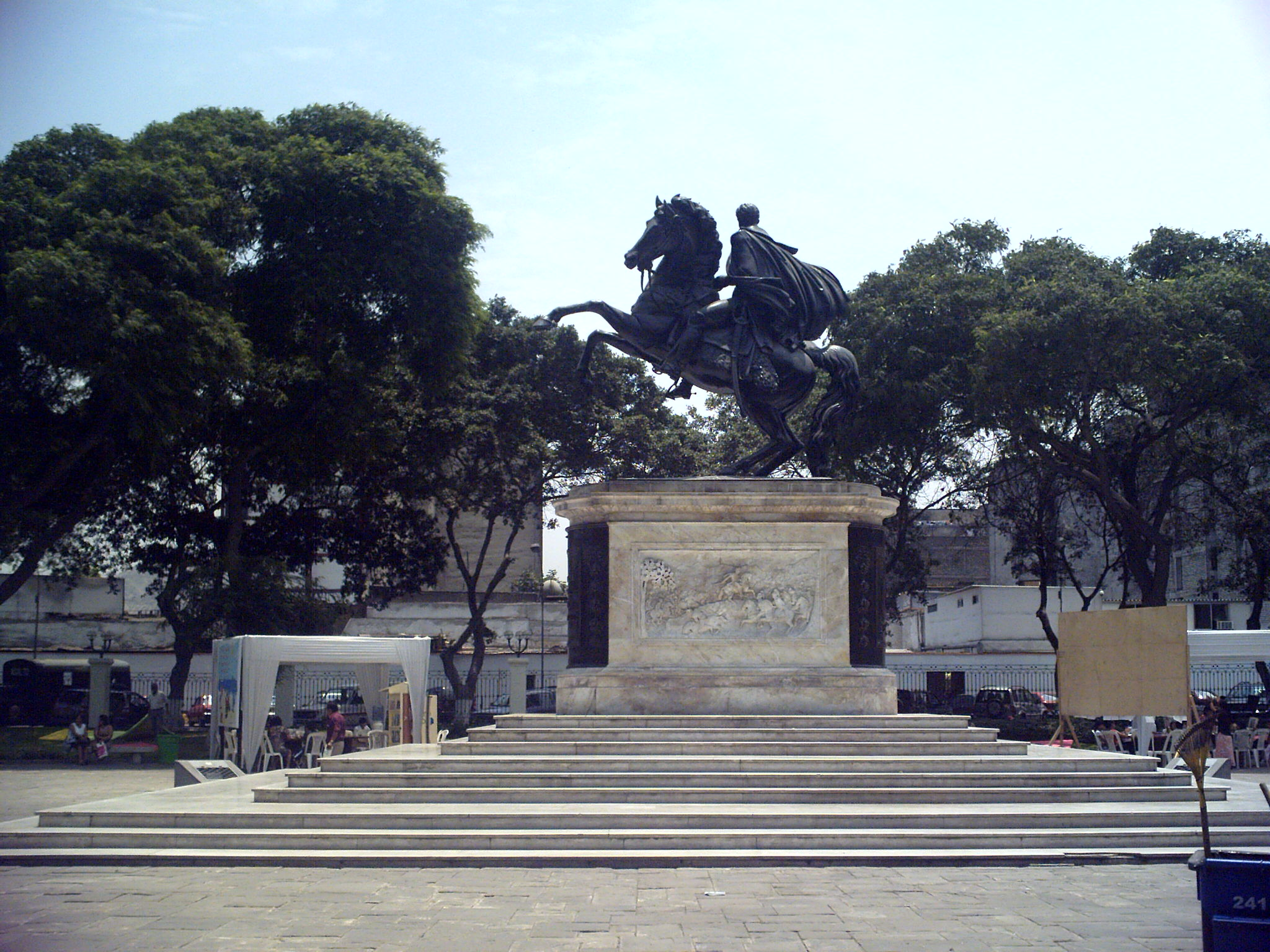
Пам'ятник Сімону Болівару, ракурс

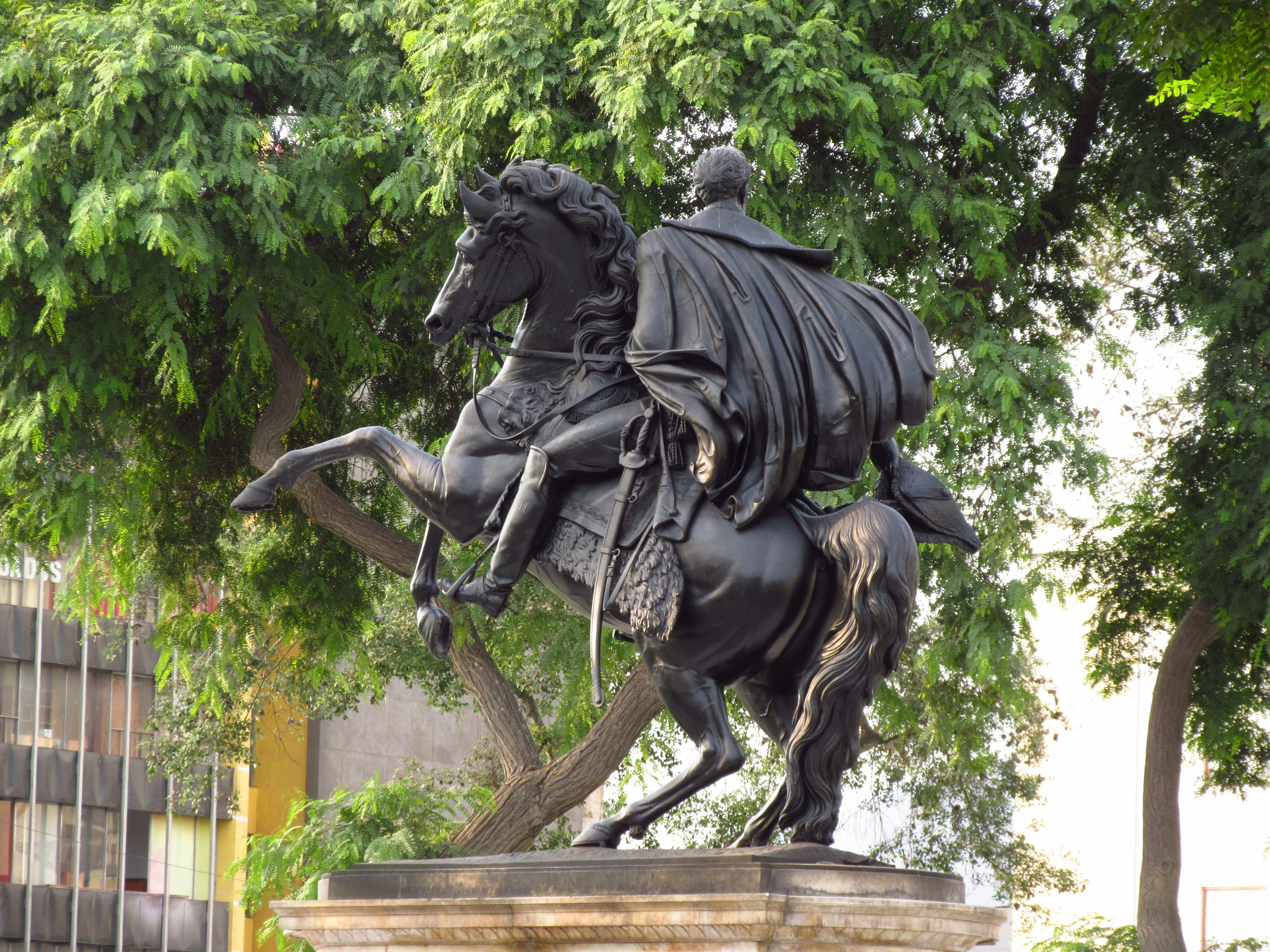
Пам'ятник Сімону Болівару, ракурс

1853 року д-р Бартоломе Еррера, повноважний міністр (посол) Перу при Римському дворі, отримав доручення на замовити проєкт кінної статуї Болівара, відповідно до закону, затвердженого 1825 року. Міністр закордонних справ Тірадо передав послу волю Уряду "встановити пам'ятник визволителю Симону Болівару на площі Конгресу" (12 жовтня 1852 року). У цьому повідомленні посла просять замовити статую в Мілані, не вказуючи у якого скульптора, і додається дизайн із короткими побажаннями щодо пам’ятника та його розмірів. Дано вказівки щодо положення капелюха вершника та тем мармурових барельєфів на бічних гранях п’єдесталу (сцени битв при Хуніні та Аякучо). Статуя має бути зроблена з бронзи, постамент з мармуру, при цьому попередні ескізи повинні були бути затверджені Міланською академією. Еррера через газети оголосив конкурс митців для виготовлення статуї та постаменту, та з отриманих проєктів віддав перевагу роботі італійського скульптора Адамо Тадоліні, який виготовив модель з гіпсу за ціною 4500 песо. Бартоломе Еррера повернувся до Перу в 1853 році і з Ліми він продовжує турбуватися про долю пам’ятника. У січні 1854 р. перуанський консул у Римі написав Еррері, що макет кінної статуї Болівара майже готовий, що форми незабаром будуть виготовлені і лиття відбудеться в Мюнхені.